# Рязанка (Саратовская область)
Ряза́нка — село в Турковском районе Саратовской области. Административный центр Рязанского муниципального образования.

## География
Село находится на расстоянии примерно 26 км к северо-западу от рабочего посёлка Турки, административного центра района.

### Часовой пояс
Посёлок Рязанка, как и вся Саратовская область, находится в часовой зоне МСК+1. Смещение применяемого времени относительно UTC составляет +4:00.

## История
Село основано в 1740 году крестьянами из Рязанской губернии. Принадлежало баронессе Боде.

## Население
| 2002 | 2010 |
| ---- | ---- |
| 442  | ↘383 |